# Circonscription de Curtin
La circonscription de Curtin est une circonscription électorale fédérale australienne en Australie-Occidentale. Elle a été créée en 1949 et porte le nom de John Curtin, qui fut Premier ministre d'Australie de 1941 à 1945. Elle s'étend à l'ouest de Perth et comprend les quartiers de Claremont, Cottesloe, Mosman Park, Nedlands et Subiaco.
C'est une circonscription ancrée à droite. Depuis l'élection de 2022, la représentante est Kate Chaney, des Teal Independents.

## Représentants
| Nom                 | Parti             | Période de mandat |
| ------------------- | ----------------- | ----------------- |
| Paul Hasluck        | Libéral           | 1949-1969         |
| Victor Garland (en) | Libéral           | 1969-1981         |
| Allan Rocher (en)   | Libéral           | 1981-1995         |
| Allan Rocher        | Indépendant       | 1995-1998         |
| Julie Bishop        | Libéral           | 1998–2019         |
| Celia Hammond       | Libéral           | 2019-2022         |
| Kate Chaney         | Teal Independents | depuis 2022       |

## Résultats des élections
| Parti                                        | Parti                             | Candidat                     | Voix    | %     | ±      |
| -------------------------------------------- | --------------------------------- | ---------------------------- | ------- | ----- | ------ |
|                                              | Libéral                           | Celia Hammond                | 43 408  | 41,33 | −12,68 |
|                                              | Indépendant                       | Kate Chaney                  | 30 942  | 29,46 | +29,46 |
|                                              | Travailliste                      | Yannick Spencer              | 14 654  | 13,95 | −4,63  |
|                                              | Verts                             | Cameron Pidgeon              | 10 889  | 10,37 | −4,93  |
|                                              | UAP                               | Ladeisha Verhoeff            | 1 828   | 1,74  | +0,45  |
|                                              | Une nation                        | Dale Grillo                  | 1 310   | 1,25  | −0,11  |
|                                              | Australie-Occidentale             | Bill Burn                    | 1 243   | 1,18  | −0,37  |
|                                              | Fédération                        | Judith Cullity               | 763     | 0,73  | +0,73  |
| Total des suffrages exprimés                 | Total des suffrages exprimés      | Total des suffrages exprimés | 105 037 | 96,89 | +0,07  |
| Votes nuls                                   | Votes nuls                        | Votes nuls                   | 3 373   | 3,11  | −0,07  |
| Participation                                | Participation                     | Participation                | 108 410 | 90,90 | −1,10  |
| Résultat de préférence bipartite (notionnel) |                                   |                              |         |       |        |
|                                              | Libéral                           | Celia Hammond                | 58 401  | 55,60 | −8,35  |
|                                              | Travailliste                      | Yannick Spencer              | 46 636  | 44,40 | +8,35  |
| Résultat de préférence bicandidat            |                                   |                              |         |       |        |
|                                              | Indépendant                       | Kate Chaney                  | 53 847  | 51,26 | +51,26 |
|                                              | Libéral                           | Celia Hammond                | 51 190  | 48,74 | −15,21 |
|                                              | Indépendant vainqueur sur Libéral |                              |         |       |        |